# Hvízdák eurasijský

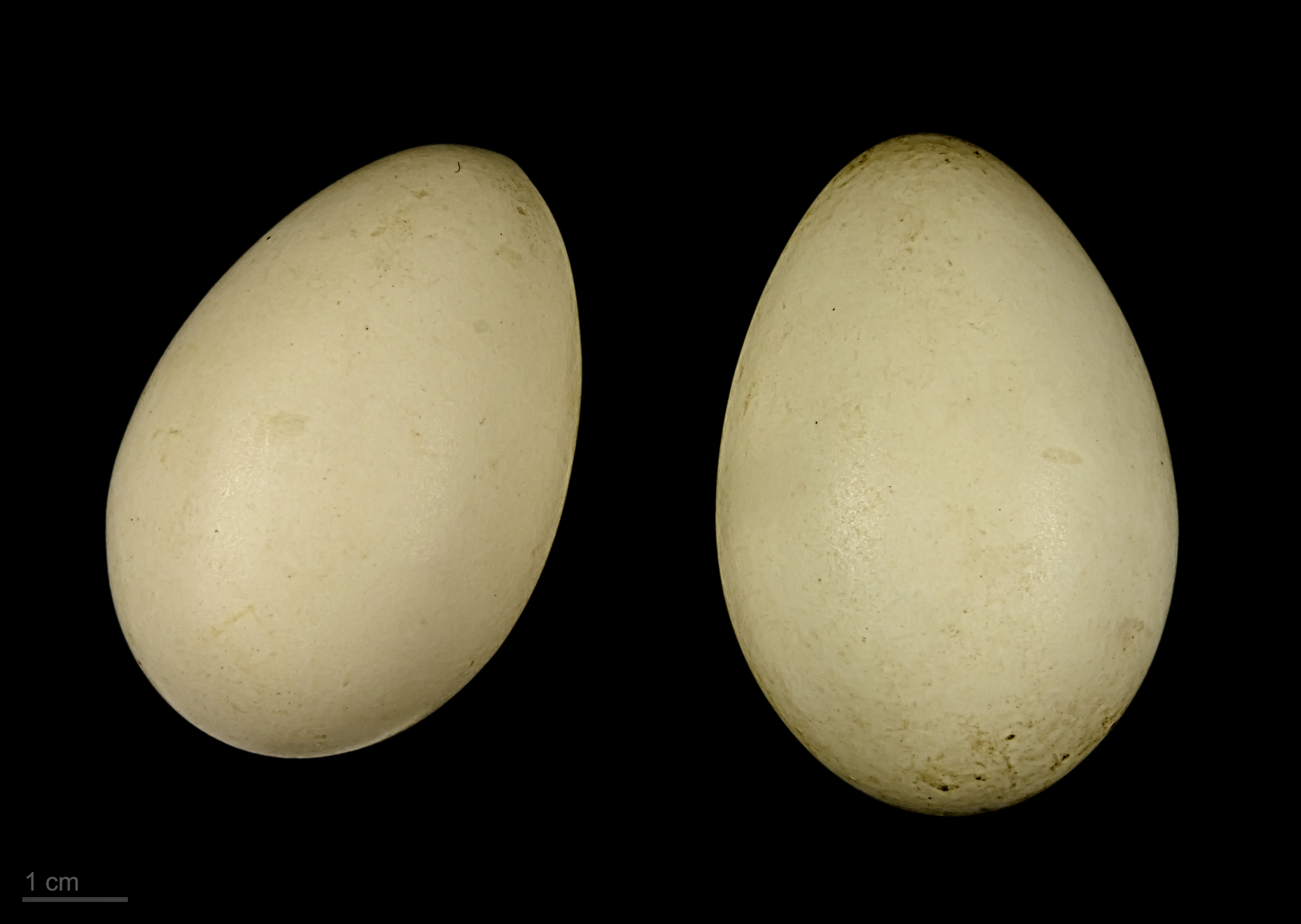
Mareca penelope

Hvízdák eurasijský (Mareca penelope) je středně velká plovavá kachna z čeledi kachnovitých, jeden ze tří druhů hvízkdáků.

## Popis
Hvízdák eurasijský je nápadný, asi 42–50 cm velký pták s rozpětím křídel 71–80 cm a hmotností mezi 400–1090 g. Samec ve svatebním šatě je naprosto nezaměnitelný. Má šedé boky a hřbet, černé letky a bílé zrcátka viditelné zvláště za letu, tmavý ocas, bílé břicho, růžovou hruď a kaštanově zbarvenou hlavu se světlým, dobře viditelným pruhem na čele a temeni a šedým zobákem. V prostém šatě se velmi podobá hnědočerné samici s oranžovým odstínem na bocích, hrudi a břiše.

## Rozšíření
Hnízdí v severní Evropě a Asii. Na zimu podniká dlouhé výpravy směrem na jih – zimuje ve Středomoří, severní Africe, Malé a jižní Asii a v Japonsku. Globální populace tohoto druhu je stále poměrně početná – čítá 2 800 000 – 3 300 000 jedinců, kteří žijí na ploše velké asi 10 000 000 km2. Společně s blízce příbuzným hvízdákem americkým, který výjimečně zaletuje do střední Evropy, je jediným druhem hvízdáka, který se vyskytuje na území České republiky. Každoročně na českém území přitom zimuje 10–50 jedinců. Novější pozorování ukazují na podstatně vyšší počty (cca 70–170). Je možné je pozorovat i na vodních tocích ve městské zástavbě.

## Ekologie
Hvízdák eurasijský preferuje velké vodní plochy a promáčené louky s vyšší vegetací. Mimo hnízdění je velmi společenský a často žije i v početných hejnech. Živí se především vodními i suchozemskými rostlinami. Všechny druhy hvízdáků patří mezi hlučné druhy. Samec se velmi často ozývá hvízdavým „huíu“, samice zase hlasitým „kar kar“.
Hnízdí výhradně na zemi a do hnízda, které si staví v hustém porostu, ročně klade 7–11 nažloutlých vajec, na kterých sedí pouze samice po dobu 22–23 dní.